# Mazières-sur-Béronne
Mazières-sur-Béronne é uma comuna francesa na região administrativa da Nova Aquitânia, no departamento de Deux-Sèvres. Estende-se por uma área de 9,50 km², com 336, habitantes, segundo os censos de 1999, com uma densidade de 35 hab/km².